# To-ji
Tō-ji (東寺, Tō-ji) is een boeddhistische tempel van de Shingon-stroming. De tempel bevindt zich in Kyoto, Japan. De naam betekent “oostelijke tempel”. Oorspronkelijk droeg de tempel de naam Kyō-ō-gokoku-ji (教王護国寺, Tempel voor de verdediging van de natie middels de koning der Doctrines)

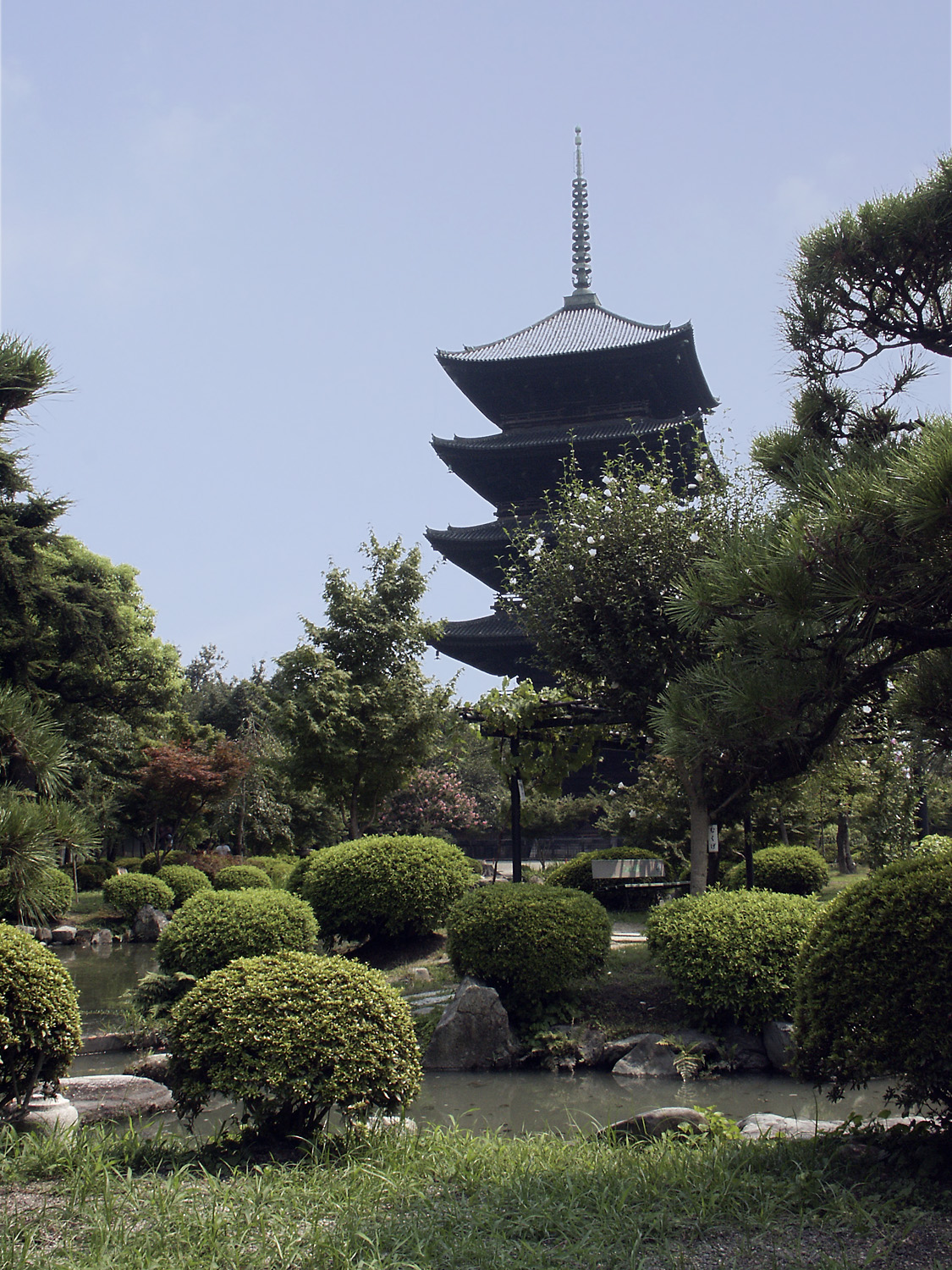
De pagoda van Tō-ji

Tō-ji is een van twee tempels die ooit samen bij de Rashomon, de toegangspoort van Kioto, stonden. De andere tempel, de Sai-ji, bestaat niet meer.
De tempel maakt deel uit van de Historische monumenten van oud-Kioto, een werelderfgoed.

## Geschiedenis
Tō-ji werd gebouwd in de vroege Heianperiode. De tempel dateert uit 796, twee jaar nadat Kioto officieel de hoofdstad van Japan was geworden.
Tō-ji wordt vaak geassocieerd met Kōbō Daishi (Kukai). Deze priester kreeg in 823 het zeggenschap over Tō-ji van keizer Saga. De voornaamste beeltenis in de tempel is die van Bhaisajyaguru, de Boeddha van de geneeskunst.

## Achtergrond

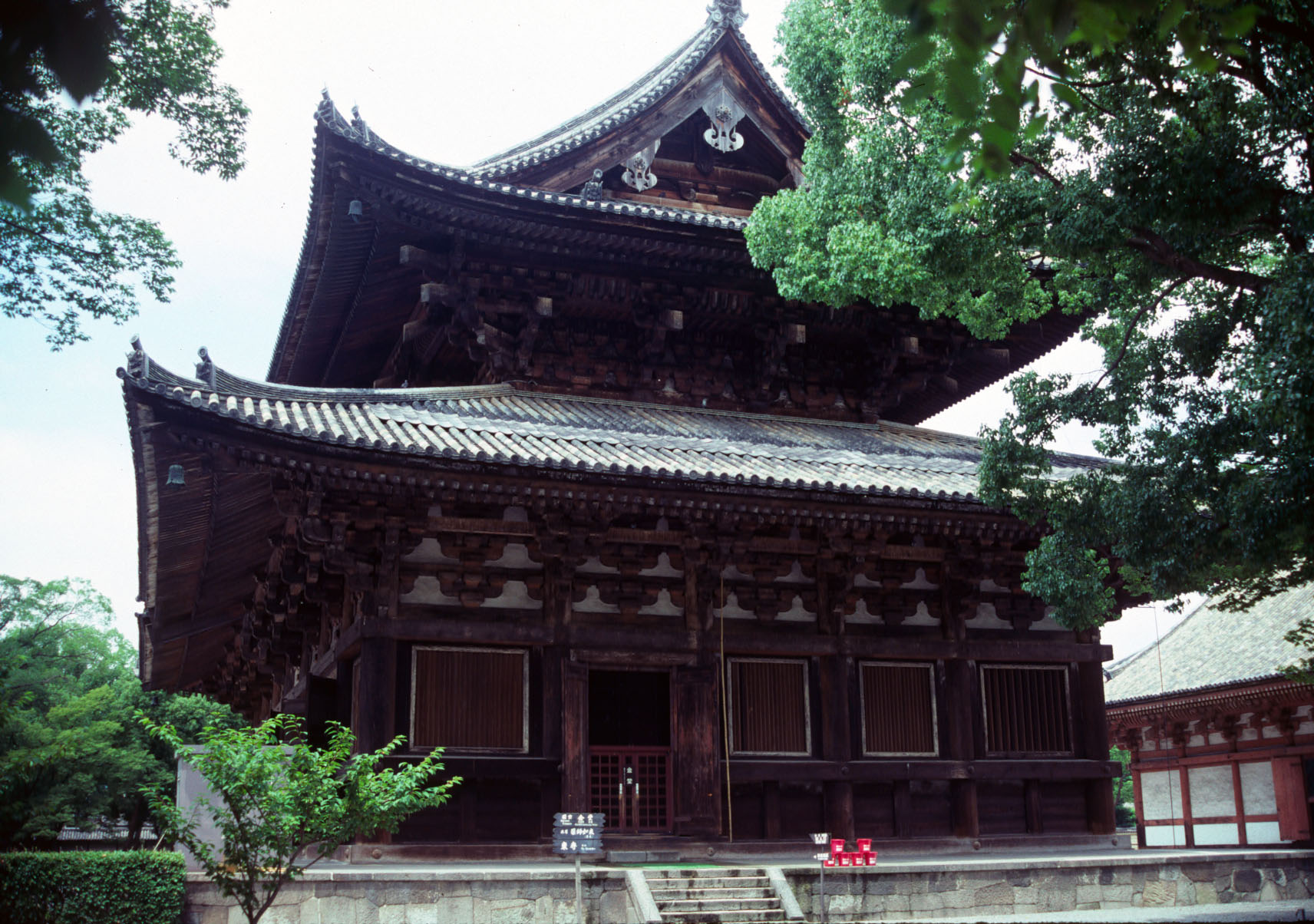
Oud gebouw bij Tō-ji

De pagode van Tō-ji is 54,8 meter hoog, en daarmee de hoogste houten toren van Japan. De pagode is pas tijdens de Edoperiode bij de tempel gebouwd op bevel van de derde shogun van het Tokugawa-shogunaat. Sindsdien is de pagode een symbool van Kioto geworden. Het betreden van de pagode is slechts enkele dagen per jaar toegestaan.
De gebouwen bij Tō-ji bevatten meerdere oude boeddhistische sculpturen. Op het tempelterrein bevinden zich nog een tuin en een vijver, waarin onder andere schildpadden en koi zwemmen. Verder staat er op het terrein de academische privéschool Rakunan, waarvan veel studenten later doorstromen naar elite-universiteiten.

## Markten
Op de 21e dag van elke maand vindt er op het tempelterrein een rommelmarkt plaats. Deze staat in de volksmond ook wel bekend als Kōbō-san, ter ere van Kōbō Daishi die op 21 maart stierf. De grootste van deze markten vindt plaats op 21 december.
Een soortgelijke markt vindt elke 25e van de maand plaats bij Kitano Tenman-gu. Op de eerste zondag van elke maand vindt bij To-Ji een kleinschalige antiekmarkt plaats.
- CiNii: DA10515175
- Gemeinsame Normdatei: 7587973-6
- Library of Congress Control Number: n82058880
- Bibliotheek van het Japanse parlement: 00307320
- Nationale Bibliotheek van Israël: 987007605278905171
- Système universitaire de documentation: 185473059
- Union List of Artist Names: 500301099
- Virtual International Authority File: 138395510

Kamo-schrijn · Shimogamo-jinja · Tō-ji · Kiyomizu-dera · Enryaku-ji · Daigo-ji · Ninna-ji · Byōdō-in · Ujigami-schrijn · Kōzan-ji · Saihō-ji · Tenryū-ji · Kinkaku-ji · Ginkaku-ji · Ryoan-ji · Hongan-ji · Kasteel Nijō